# Norrlands Grand Prix
Norrlands Grand Prix är en årlig travserie för fyraåriga varmblod. Serien består av sju försökslopp vid olika travbanor i Norrland under våren och därefter möts de bäst placerade hästarna i en final som körs på Bergsåker travbana utanför Sundsvall i Västernorrlands län i juli.
Finalloppet har 250 000 kronor i förstapris (2019). Samtliga lopp i serien körs över distansen 2140 meter med autostart (bilstart). Finalloppet är ett Grupp 2-lopp, det vill säga ett lopp av näst högsta internationella klass.

## Finalvinnare
| År   | Häst               | Kusk                  | Tränare               | Tid    | Tvåa               | Trea             |
| ---- | ------------------ | --------------------- | --------------------- | ------ | ------------------ | ---------------- |
| 2024 | Ete Jet            | Alessandro Gocciadoro | Alessandro Gocciadoro | 1.11,5 | Eclipse As         | Enea Font        |
| 2023 | Dakovo Mail        | Alessandro Gocciadoro | Alessandro Gocciadoro | 1.11,8 | Xanthis Harvey     | S.I.P.           |
| 2022 | Shirley Goodness   | Örjan Kihlström       | Daniel Redén          | 1.12,6 | Mustang Racer      | I.D.Exceptional  |
| 2021 | Sister Sledge      | Erik Adielsson        | Daniel Redén          | 1.14,0 | Rome Pays Off      | Fire n'Fury      |
| 2020 | Aramis Bar         | Björn Goop            | Björn Goop            | 1.11,0 | Hail Mary          | Global Adventure |
| 2019 | Attraversiamo      | Erik Adielsson        | Svante Båth           | 1.12,3 | Even's Cool Boy    | Im Your Captain  |
| 2018 | Zack's Zoomer      | Örjan Kihlström       | Stefan Melander       | 1.12,1 | High Glider        | Weekend Fun      |
| 2017 | Muscle Hustle      | Robert Bergh          | Robert Bergh          | 1.11,9 | Milligan's School  | Deimos Racing    |
| 2016 | Cruzado Dela Noche | Per Linderoth         | Stefan Melander       | 1.11,4 | Tobin Kronos       | Cupido Sisu      |
| 2015 | Daley Lovin        | Daniel Redén          | Daniel Redén          | 1.11,6 | Digital Collection | Global Revenge   |
| 2014 | Cool Keeper        | Leif Witasp           | Leif Witasp           | 1.12,4 | Amazon Am          | Remo Gas         |
| 2013 | Standout           | Ulf Ohlsson           | Stefan Melander       | 1.13,0 | Magic Tonight      | Quid Pro Quo     |
| 2012 | Vincennes          | Ulf Ohlsson           | Sören Lennartson      | 1.12,6 | Stein Daylight     | Occhione Jet     |
| 2011 | Kadett C.D.        | Robert Bergh          | Robert Bergh          | 1.14,4 | Stay the Night     | Zeuxis Hornline  |
| 2010 | You Bet Hornline   | Robert Bergh          | Robert Bergh          | 1.14,4 | Segei Hanover      | Caddie Eagle     |
| 2009 | Nu Pagadi          | Erik Adielsson        | Stig H. Johansson     | 1.13,9 | Production         | Lamal Jubb       |
| 2008 | Dust All Over      | Örjan Kihlström       | Roger Walmann         | 1.12,8 | Special Ås         | Ryan Trot        |